# Вненкевич Андрій Миколайович
Андрі́й Микола́йович Вненке́вич — старший лейтенант служби цивільного захисту ДСНС, начальник караулу.

## Життєпис
З 1990 року проживав у місті Жовква. 2006 року закінчив Львівський державний університет безпеки життєдіяльності, пожежна безпека.
З дружиною Анною виховували синів Дмитра та Дениса. 2012 року очолив Жовківську міську організацію ПП «Удар». Займався громадською, екологічною та волонтерською діяльністю. З 2015-го — голова громадської ради при Жовківській РДА. У жовтні 2015-го кандидував на міського голову Жовкви.
30 травня 2016 року загинув при виконанні службових обов'язків під час великої пожежі на території Грибовицького сміттєзвалища внаслідок обвалу твердих побутових відходів разом з двома іншими рятувальниками: начальником ДПРП-48 по охороні м. Рава-Руська капітаном служби цивільного захисту Рудим Юрієм Миколайовичем та пожежником ДПРЧ-17 по охороні м. Жовква сержантом служби цивільного захисту Юнком Богданом Юрійовичем.
Похований в Жовкві 1 червня 2016-го. По загиблих 1 червня 2016-го у Львові оголошено жалобу. Без Андрія лишилися дружина та двоє дітей.

## Нагороди та вшанування

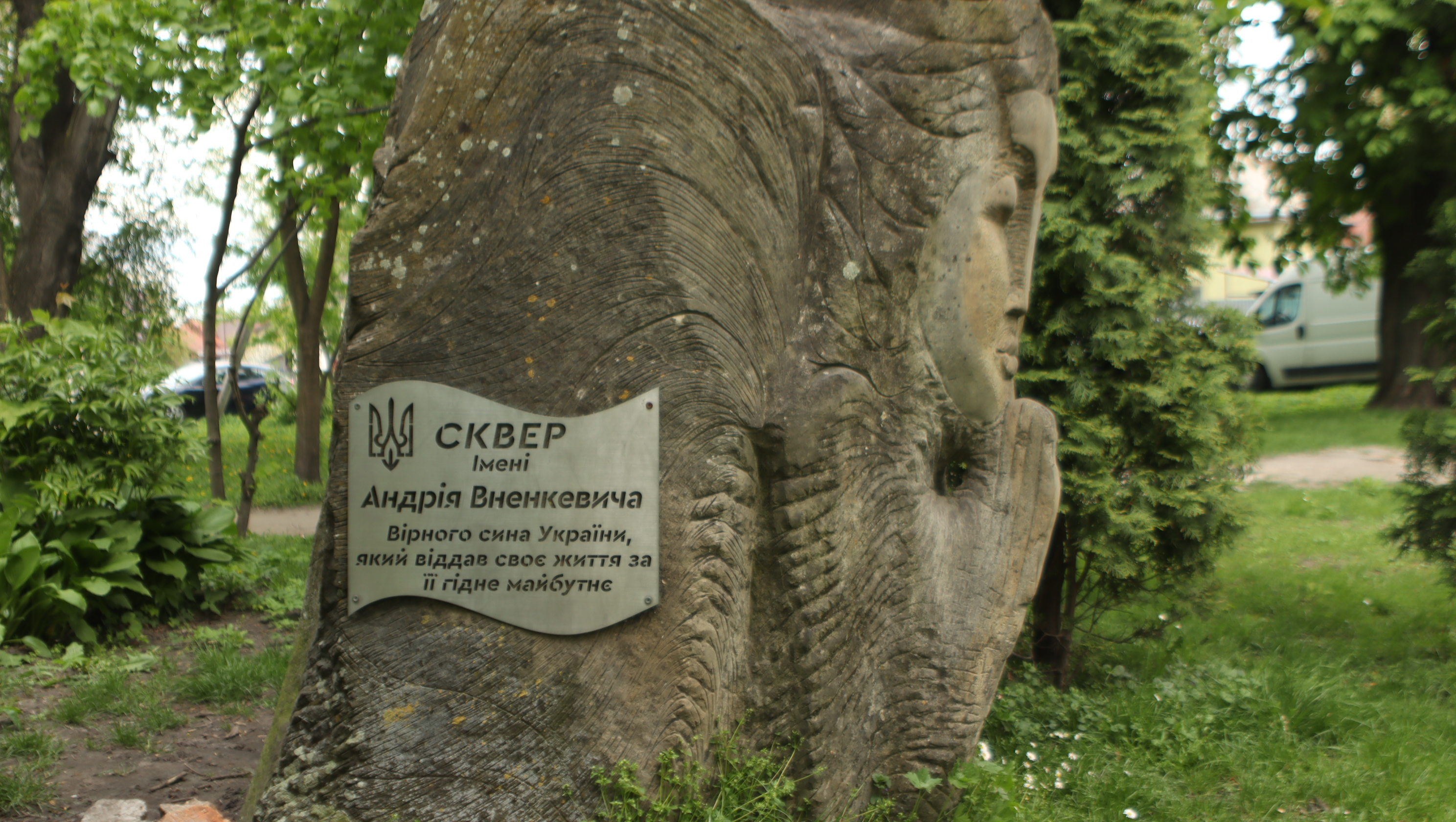
Меморіальна табличка в Жовківському сквері імені Андрія Вненкевича

За особистий внесок у зміцнення обороноздатності Української держави, мужність, самовідданість і високий професіоналізм, виявлені під час бойових дій та при виконанні службових обов'язків, відзначений — нагороджений
- орденом «За мужність» ІІІ ступеня (22.8.2016, посмертно).
- недержавною відзнакою «Патріот України» (жовтень 2016, посмертно)

У Жовкві іменем Андрія Вненкевича названо сквер.